# مذاهب فكرية معاصرة (كتاب)
مذاهب فكرية معاصرة كتاب من تأليف محمد قطب. الكتاب الذي جاء في 654 صفحة، تناول بالنقد والتحليل، سبعة مذاهب وأيديولوجيات أساسية، وهي: الشيوعية والديموقراطية والعلمانية والعقلانية والقومية، والوطنية، والإنسانية، والإلحاد، وأسباب انتشارها بين ظهراني المسلمين، ومخاطرها على هويتهم، مع تطبيقاتها في السياسة والأخلاق والاقتصاد والفن والأخلاق مع ذكر موقف الإسلام من كل منها.
في مقدمة الكتاب تعرض للأسباب التي أدت إلى انتشار المذاهب والأفكار والمعتقدات والخرافات.

## سبب كتابته لهذا الكتاب
لم يقتصر سبب الكتابة على المسلمين بل لكل من يرغب في أن يعرف شيئاً عن هذه المذاهب المنتشرة في الأرض اليوم.

## محتويات
بدأ المؤلف كتابه بتمهيدَيْن موسَّعَيْن، تناول في التمهيد الأول منها، هيمنة الكنيسة على الحياة السياسية والاجتماعية والدينية في أوروبا، قبل فصل الدين عن الدولة، وقدم صورة شاملة عن ممارسات الكنائس الأوروبية المختلفة، مثل محاكم التفتيش، و"صكوك الغفران"، وما كان يتم فيها من مهازل كما وصفها المؤلف.
التمهيد الثاني تناول، دور اليهود في إفساد أوروبا، ولاسيما من خلال الاقتصاد، ومن خلال النظريات العلمية الهدامة، التي تتجاوز المكوِّن الفكري الديني، مثل الداروينية.
ينطلق بعد ذلك المؤلف لكي يناقش تفصيلاً السبعة مذاهب وأيديولوجيات سالفة الذكر، ومخالفاتها لصحيح النموذج المعرفي الإسلامي، الذي يبني نظرته إلى الدنيا والكون على أساس ما جاء في القرآن الكريم، وما صادقه من وقائع من حول الإنسان.